# NGC 1014
NGC 1014 је двојна звезда у сазвежђу Кит која се налази на NGC листи објеката дубоког неба.
Деклинација објекта је - 9° 34' 19" а ректасцензија 2h 38m 0,8s. Привидна величина (магнитуда) објекта NGC 1014 износи 14,0.